# Netstat
Netstat – jeden z najbardziej wszechstronnych i rozbudowanych programów narzędziowych odnoszących się do połączeń sieciowych.
Polecenie netstat dostępne jest z linii poleceń w systemie Unix i zbliżonych oraz w systemach opartych na Windows. Służy do wyświetlania aktywnych połączeń sieciowych TCP a także: portów, na których komputer nasłuchuje, tabeli trasowania protokołu IP, statystyki sieci Ethernet, statystyki protokołu IPv4 (dla protokołów IP, ICMP, TCP i UDP), statystyki protokołu IPv6 (dla protokołów IPv6, ICMPv6, TCP przez IPv6 i UDP przez IPv6) oraz połączeń NAT i komunikatów netlinkowych.
Polecenie netstat użyte bez parametrów powoduje wyświetlenie aktywnych połączeń protokołu TCP.
Składnia
netstat [-a ] [-b ] [-e ] [-n ] [-o ] [-p protokół] [-r ] [-s ] [interwał]
Parametry
-a – służy do wyświetlania wszystkich aktywnych połączeń protokołu TCP, a także portów protokołu TCP i UDP, na których komputer nasłuchuje.
-b – (Windows XP z SP2) służy do wyświetlania wszystkich aktywnych połączeń protokołu TCP, a także nazw programów używających portów protokołu TCP i UDP, na których komputer nasłuchuje.
-e – wyświetla statystykę sieci Ethernet, czyli liczbę wysłanych oraz odebranych bajtów i pakietów. Można go łączyć z parametrem -s.
-f – wyświetla w pełni kwalifikowane nazwy domen (FQDN).
-n – służy do wyświetlania aktywnych połączeń protokołu TCP. Adresy i numery portów są wyrażane numerycznie i nie zostaną zmienione na nazwy.
-o – służy do wyświetlania aktywnych połączeń protokołu TCP, a także dołącza identyfikatory procesów (PID) poszczególnych połączeń, dzięki czemu można sprawdzić informacje o właścicielach portów dla każdego połączenia. Może być łączony z parametrami -a,-n i -p.
-p protokół – ukazuje połączenia protokołu. W tym przypadku parametr protokół może przyjmować wartości: udp, tcpv6, tcp lub udpv6. Gdy parametr -p zostanie użyty jednocześnie z parametrem -s, aby wyświetlić statystyki poszczególnych protokołów, parametr ten może przyjąć wartości: tcp, udp, icmp, udpv6, ip, tcpv6, icmpv6 lub ipv6.
-r – służy do wyświetlania zawartości tabeli trasowania protokołu IP. Parametr jest odpowiednikiem polecenia route print.
-s – służy do wyświetlania oddzielnych statystyk dla poszczególnych protokołów.
-t – wyświetla bieżący stan obciążenia połączenia.
interwał – umożliwia powtarzające się wyświetlenie wybranych informacji w odstępie określonej liczby sekund. Naciśnięcie klawisza CTRL+C spowoduje zatrzymanie wyświetlania informacji. Jeżeli parametr ten nie został użyty, polecenie netstat wyświetli wybrane informacje tylko raz.

## System Windows
Przykład uruchomienia w systemie Windows:
```
C:\> netstat
```

```
Aktywne połączenia

 Protokół    Adres lokalny          Obcy adres                                   Stan
  TCP       KOMPUTER:1130          m1.gadugadu.pl:https                         USTANOWIONO
  TCP       KOMPUTER:1220          server11.oingo.com:4242                      USTANOWIONO
  TCP       KOMPUTER:1839          nf-in-f147.google.com:http                   CZAS_OCZEKIWANIA
  TCP       KOMPUTER:1850          grjcn1j.dhcp-ripwave.irishbroadband.ie:4662  USTANOWIONO
  TCP       KOMPUTER:1890          lan31-1-82-66-82-210.fbx.proxad.net:4662     CZAS_OCZEKIWANIA
  TCP       KOMPUTER:1892          82.194.36.124:4662                           ZAMYKANIE
  TCP       KOMPUTER:1035          localhost:31416                              USTANOWIONO
```

## System Linux
Przykład uruchomienia w systemie Linux:
```
user@host:~$ netstat -aepvt
```

```
Proto Recv-Q Send-Q Local Address           Foreign Address         State       User       Inode      PID/Program name
tcp        0      0 *:nfs                   *:*                     LISTEN      root       14729      –
tcp        0      0 *:filenet-nch           *:*                     LISTEN      root       14764      –
tcp        0      0 *:mysql                 *:*                     LISTEN      root       15106      –
tcp        0      0 *:sunrpc                *:*                     LISTEN      root       14179      –
tcp        0      0 *:ipp                   *:*                     LISTEN      root       17725      –
tcp        0      0 *:924                   *:*                     LISTEN      root       15024      –
tcp        0      0 *:apcupsd               *:*                     LISTEN      root       17633      –
```